# Comuna Tundja, Iambol
Tundja (în bulgară Тунджа) este o comună în regiunea Iambol, Bulgaria, formată din 44 de sate. 

## Localități componente

### Sate
| - Asenovo - Bezmer - Boiadjik - Bolearsko - Botevo - Ceargan - Celnik - Drajevo - Drama - Dreanovo - Gheneral Inzovo - Gheneral Toșevo - Goleam Manastir - Gălăbinți - Hadjidimitrovo | - Hanovo - Kabile - Kalcevo - Karavelovo - Koneveț - Kozarevo - Krumovo - Kukorevo - Malomir - Meden Kladeneț - Mejda - Miladinovți - Moghila - Okop | - Ovci Kladeneț - Pobeda - Robovo - Roza - Savino - Simeonovo - Skalița - Slamino - Stara Reka - Tenevo - Tărnava - Veselinovo - Vidinți - Zavoi - Zlatari |

## Demografie
Componența etnică a comunei Tundja
     Romi (8,23%)
     Bulgari (84,34%)
     Nicio identificare (6,32%)
     Altele (1,8%)
La recensământul din 2011, populația comunei Tundja era de 24.155 locuitori. Din punct de vedere etnic, majoritatea locuitorilor (84,34%) erau bulgari, cu o minoritate de romi (8,23%). Pentru 6,32% din locuitori nu este cunoscută apartenența etnică.